# Yi Mun-yol
Yi Munyŏl (en hangeul 이문열, en hanja : 李文烈), Yi Munyol, Yi Mun-yol ou Yi Mun-yeol est un écrivain sud-coréen né le 18 mai 1948 à Séoul.

## Biographie
Il est né à Séoul en 1948 mais sa famille est forcée d'errer de ville en ville avant de s'installer à Yeongyang (province de Gyeongsangbuk-do), à cause de son père qui était passé au Nord lors de la Guerre de Corée.
Cela a affecté la vie de Yi Munyŏl car il a été considéré comme « le fils d'un traître ». Il quitte le lycée d'Andong en 1965 mais passe et réussit l'examen d'entrée à l'université trois ans plus tard. Il suit les cours de l'université nationale de Séoul pour devenir enseignant en coréen avant d'en sortir sans diplôme en 1970. Ses débuts dans le monde littéraire datent de 1979 quand il figure au palmarès du concours littéraire du printemps du quotidien Dong-a Ilbo grâce à sa nouvelle Saehagok. De 1994 à 1997, il enseigne le coréen et la littérature coréenne à l'université de Sejong. Depuis 1999, Yi dirige le centre littéraire Buak. Il est actuellement professeur à l'université Hankuk des études étrangères.
À part des romans et des nouvelles, il publie aussi des éditoriaux et articles politiques et sociaux dans le quotidien Dong-a Ilbo.
Il reçoit le prix Ho-Am des Arts en 1999. Yi est chevalier de l'ordre des Arts et des Lettres.

## Œuvre
L'œuvre pléthorique de Yi se décompose en nouvelles et diverses chroniques politiques. Parmi ses nouvelles les plus connues, on compte Le Fils de l'homme (Saramui adeul), Bœuf sauvage (Deulso), Pour les choses qui sont disparues (Sarajin geotdeureul wihayeo), L'Ombre de l'obscurité (Eodumui geuneul), Pour l'empereur !  (Hwangjereul wihayeo), La Promenade de l'escargot (Dalpaeng-i-ui oechul) et Dans cette gare désolée (I hwangryanghan yeogeseo).
Ses inspirations littéraires peuvent être classées en deux catégories. La première catégorie, dont les œuvres représentatives sont Pour l'empereur ! (Hwangjereul wihayeo), Jusqu'à ce que nous devenions heureux (Uriga haengbok haejigikkaji), Notre héros défiguré (Urideurui ilgeureojin yeong-ung), comporte des récits qui explorent les injustices sociales tout en empruntant des caractéristiques propres au genre de la fable.
L'autre catégorie, représentée par Portrait des jours de jeunesse (Jeolmeunnarui chosang), Tu ne retourneras jamais dans ton pays (Geudae dasineun gohyang-e gajimot-hari), comprend des éléments hautement autobiographiques pour examiner les peurs existentielles, la perte d'identité, et les implosions des communautés.
Dans la première catégorie, Yi présente ses récits sous des formes allégoriques de la société coréenne, montrant comment la vie de chacun peut être dominée par les idéologies dominantes et le pouvoir. Dans la seconde catégorie de récits, il se concentre plus sur le monde intérieur, mettant en fiction sa propre évolution en tant qu'individu et l'évolution de son regard sur le monde.
Avec l'énorme succès de Pour l'empereur !, Yi Munyŏl s'est imposé comme l'un des écrivains les plus influents de sa génération. Cette nouvelle traite de la féroce compétition et des dualités dans l'exercice du pouvoir en Corée de la fin du XIXe siècle jusqu'à la fin des dictatures en passant l'impérialisme japonais en Corée et la Guerre de Corée. Avec un héros à la Don Quichotte, la nouvelle adopte une prose traditionnelle et riche permettant de comprendre clairement le style d'écriture traditionnel en Asie de l'Est, tout en donnant une description percutante de l'histoire contemporaine de la Corée.
Notre héros défiguré, traduit en français, nous donne à voir le microcosme d'une société à travers une classe d'école primaire, qui sert de métaphore pour dépeindre la société coréenne dans sa globalité.

## Prix
- Prix de l'Écrivain d'aujourd'hui (1979)
- Prix Dong-in (1982)[6]
- Prix de littérature coréenne (1983)
- Prix Joongang (1984)
- Prix Yi Sang (1987)[6]
- Prix de littérature contemporaine (Hyundae Munhak) (1992)[6]
- Prix des Arts et de la culture de Corée (1992)
- Médaille française du mérite culturel et artistique (1992)
- Prix littéraire du XXe siècle (1998)
- Prix Ho-am pour les arts (1999)[6]
- Prix de l'Académie nationale des arts (2009)
- Prix Dong-ni (2012)[6]

## Sources
1. 1 2 3  Yi Mun-yol - LTI Korea http://eng.klti.or.kr/ke_04_03_011.do
2. ↑  Pilon's Pig, Bilingual Edition of Modern Korean Literature  2013, p. 85
3. ↑  Prague Writer's Festival, "Yi Mun-yol" http://www.pwf.cz/archivy/autori/yi-mun-yol/en/
4. ↑  The Seoul Digital Forum, http://www.seouldigitalforum.org/en/visionaries/visionaries_view.jsp?seq=10000000318&year=Visionaries&cPage=1
5. ↑  [PDF] "Yi Mun-yol", LTI Korea, p. 3 http://eng.klti.or.kr/ke_04_03_011.do
6. 1 2 3 4 5  (en) « The London Book Fair Korea Market Focus 2014 - Yi Mun-yol », sur British Council (consulté le 6 septembre 2014).